# Bousarhane Zitouni
Pour les articles homonymes, voir Zitouni.
Bousarhane Zitouni est un metteur en scène marocain, né le 4 février 1958 à Casablanca. Il exerce le métier de metteur en scène depuis 15 ans.
Écrivain et acteur, puis directeur artistique de l'inoubliable troupe « Fada al Liwa », il assure sa démarche, ses recherches, ses créations.

## Mises en scène
- 1986 : Samanharour
- 1987 : Nuit blanche
- 1988 : Un passé dit Avenir
- 1990 : Le Viol
- 1993 : Jeu d'enfants (d'après La Nuit des assassins de José Triana)
- 1995: Le Pont (texte de Rabia Bent Salamine)
- 1997 : Au-delà des murs
- 2000 : Assiba (texte de Mohamed Attabai)
- 2002 : Transit (texte de Mohamed Attabai)
- 2004 : Ghafet arrijl (d'après Mère Courage de Brecht, adapté par Salim Couindi)
- 2005 : Hdit et Moughzel (texte de Salim Couindi)
- 2006 : Le Vent (réécriture de La Nuit des assassins de José Triana)
- 2007 :  Jamra (texte et mise en scène)

## Prix et récompenses
- Prix de la scénographie - Le viol (1991)
- Prix de la mise en scène et le grand prix - Jeu d'enfant (1993)
- Prix de la mise en scène - Tranzit (2002)
- Prix de la mise en scène - Le vent (2006)
- Grand prix - Jamra (2007)